# Skövde kommunvapen

S:ta Elin

Skövdes kommunvapen pryds av Elin av Skövde (Helena av Skövde), en högättad kvinna, som levde på 1100-talet, och betraktas som Västergötlands och Skövdes skyddshelgon. Enligt legenden blev hon mördad på väg till en kyrkoinvigning. Hon helgonförklarades år 1164 och firas årligen den 31 juli. Hon avbildas på vapnet med sina attribut änkedok, svärd och bok.
Skövdes första kyrka helgades åt S:ta Helena, och hon blev avbildad i stadens äldsta kända sigill från 1591. Inför stadens 600-årsjubileum år 2001 önskade kommunen sig en förenkling av vapnet, som efter flera omarbetningar godkändes av Riksarkivet.

## Blasonering
Blasonering: I rött fält en stående med gloria försedd S:ta Elinsbild, hållande i högra handen ett störtat svärd samt i den vänstra en bok belagd med ett avhugget finger, allt av silver.
Vapnet registrerades hos PRV den 15 december 2000. Det avbildas i Riksarkivets heraldiska register

## Äldre blasonering

Skövdes äldre vapen enligt Nordisk familjebok år 1917 färgsatt enligt blasonering.

Blasonering: I fält under en baldakin av guld stående bild av Sancta Helena med klädnad av silver samt nimbus, stav och bok av guld, boken belagd med ett avhugget, naturfärgat finger; bilden är i stammen överlagd med en mindre sköld, visande i fält av guld ett rött hjärta.
Vapnet fastställdes av Kungl Maj:t för Skövde stad år 1939, och man valde då att anknyta till det äldsta sigillet med vapensköld och pilgrimsstav. Efter kommunbildningen 1971 lät man 1975 registrera vapnet hos PRV för Skövde kommun.
I Nordisk familjebok avbildas 1917 Skövdes vapen utan bok belagd med ett finger.

## Vapen för tidigare kommuner inom den nuvarande Skövde kommun
Uppgifter om eventuella vapen saknas för närvarande.
Den nuvarande kommunen består av gamla Skövde stad och 28 tidigare landskommuner. Den första sammanläggningen inträffade redan 1914, då Skövde landskommun inkorporerades i staden.
Vid kommunreformen 1952 bildades storkommunerna Binneberg, Skultorp, Tidan, Timmersdala och Värsås, medan Skövde stad införlivade de tidigare kommunerna Ryd, Våmb och Öm.
Skövde kommun bildades 1971 genom sammanläggning av staden och de fem landskommunerna som bildats 1952 (utom Mofalla församling ur upplösta Värsås, som fördes till Hjo kommun).